# Capitale Puerto La Cruz
Capitale Puerto La Cruz est l'une des deux divisions territoriales et statistiques de la municipalité de Juan Antonio Sotillo dans l'État d'Anzoátegui au Venezuela. À des fins statistiques, l'Institut national de la statistique du Venezuela a créé le terme de « parroquia capital », ici traduit par le terme « capitale » qui correspond au territoire où se trouve le chef-lieu de la municipalité afin de couvrir ce vide spatial, qui, selon la loi sur la division politique territoriale publiée dans le Journal officiel de l'État « n'attribue pas de hiérarchie politique territoriale, ni de description de ses limites respectives ». Ce territoire s'articule autour de Puerto La Cruz, chef-lieu de la municipalité.

## Géographie

### Démographie
Hormis Puerto La Cruz elle-même divisée en quartiers et ville autour de laquelle s'articule la division territoriale et statistique, cette dernière possède plusieurs localités dont :
- Guaraguao
- Puerto La Cruz
  - Barrio 19 de Abril
  - Barrio La Tinia
  - Barrio Mariño
  - Bella Vista
  - Brisas del Mar
  - Centro
  - El Frio
  - En Pencil
  - Guanire
  - Los Cerezos
  - Oropeza Castillo
  - Pueblo Nuevo